# Giro di Toscana 1978
Il Giro di Toscana 1978, cinquantaduesima edizione della corsa, si svolse il 3 giugno su un percorso di 232 km, con partenza e arrivo a Firenze. Fu vinto dall'italiano Giuseppe Perletto della Magniflex-Torpado davanti ai suoi connazionali Pierino Gavazzi e Giuseppe Martinelli.

## Ordine d'arrivo (Top 10)
| Pos. | Corridore                | Squadra                    | Tempo    |
| ---- | ------------------------ | -------------------------- | -------- |
| 1    | Giuseppe Perletto        | Magniflex-Torpado          | 5h15'45" |
| 2    | Pierino Gavazzi          | Zonca                      |          |
| 3    | Giuseppe Martinelli      | Magniflex-Torpado          |          |
| 4    | Bernt Johansson          | Fiorella-Mocassini-Citroen |          |
| 5    | Gabriele Landoni         | Gis Gelati                 |          |
| 6    | Giuseppe Saronni         | Scic-Bottecchia            |          |
| 7    | Alfredo Chinetti         | Selle Royal-Inoxpran       |          |
| 8    | Gianbattista Baronchelli | Scic-Bottecchia            |          |
| 9    | Walter Riccomi           | Scic-Bottecchia            |          |
| 10   | Carmelo Barone           | Fiorella-Mocassini-Citroen |          |